# Alekano
 (octobre 2021).
L'alekano, ou gahuku (gahuku-gama), est une langue papoue parlée dans les Hautes-Terres Orientales, en Papouasie-Nouvelle-Guinée. Elle compte environ 25 000 locuteurs.
L'alekano a pour autres noms Gahuku et Gama, respectivement premier et deuxième plus grands clans de locuteurs. Ces deux noms sont pourtant rejetés par les autres locuteurs, d'où le nom officiel d'Alekano, qui signifie « apporte-le ». Dans deux langues parlées au nord-ouest, le Tokano et le Dano, il a la même signification ,.

## Phonologie
L'alekano compte cinq voyelles, toutes non arrondies, ce qui est très peu commun, et douze  consonnes, mais /w/ ne se trouve que dans le village Wanima, dans des dérivations ou dans des emprunts pidgin.

### Inventaire des voyelles
|            | Antérieures | Postérieures |
| ---------- | ----------- | ------------ |
| Fermées    | i           | ɯ            |
| Mi-fermées | e           | ɤ            |
| Ouvertes   |             | ɑ            |

### Coup de glotte
En Alekano, seul un coup de glotte peut fermer une syllabes (exemple : /ɑʔnesiʔ/ « assez »). Ce coup de glotte n'est pas traité comme une consonne. Il reste une ambiguïté quant au début des mots ayant une voyelle initiale : ils peuvent commencer par un coup de glotte. Dans la transcription, il est noté par un accent aigu, comme dans l'exemple ánesí .

### Inventaire des consonnes
|              |              | Bilabiale | Alvéolaire | Vélaire | Glottique |
| ------------ | ------------ | --------- | ---------- | ------- | --------- |
| Nasale       | Nasale       | m         | n          |         |           |
| occlusive    | occlusive    | p         | t          | k       |           |
| approximante | approximante | β         | l ~ ɽ      | ɣ       | h         |
| Sibilantes   | sourdes      |           | s          |         |           |
| Sibilantes   | sonores      |           | z          |         |           |

La consonne latérale-approximante est [ l ]. Entre deux voyelles, elle se prononce [ ɽ ].

### Syllabes
Les syllabes les plus complexes suivent la forme /CVVʔ/, (consonne, deux voyelles et coup de glotte), VV pouvant être une diphtongue de /ɑ/, /e/ ou /ɤ/ suivie de /i/ ou /ɯ/, ou de /iɯ/ . D'autres voyelles peuvent également se produire en séquence (hiatus).

### Tons
L'alekano est une langue tonale, qui comporte des tons hauts et bas. Un ton haut suivi d'un ton bas est fortement accentué, un ton bas suivi d'un ton haut l'est moins. 

## Syntaxe
L'alekano est une langue sujet-objet-verbe (SOV).

## Orthographe
L’alekano se transcrit avec l'alphabet latin .
| Lettre | A a | E e | G g | H h | I i | K k | L l | M m | N n | O o | P p | S s | Z z | T t | U u | V v |
| API    | ɑ   | e   | ɣ   | h   | i   | k   | l   | m   | m   | ɤ   | p   | s   | z   | t   | ɯ   | β   |